# Morgan-Nunatakker (Enderbyland)
Die Morgan-Nunatakker sind eine Gruppe Nunatakker im ostantarktischen Enderbyland. Sie ragen rund 37 km westlich der Knuckey Peaks auf.
Namensgeber ist der Geodät M. J. Morgan, der von 1975 bis 1976 im Rahmen einer ANARE-Kampagne an der Vermessung des Enderbylands beteiligt war.